# Otto Gruber
Otto Gruber (* 16. Mai 1883 in Offenburg; † 24. Januar 1957 in Aachen) war ein deutscher Architekt und Rektor der RWTH Aachen. Er ist der ältere Bruder des Architekturhistorikers Karl Gruber.

## Leben und Wirken

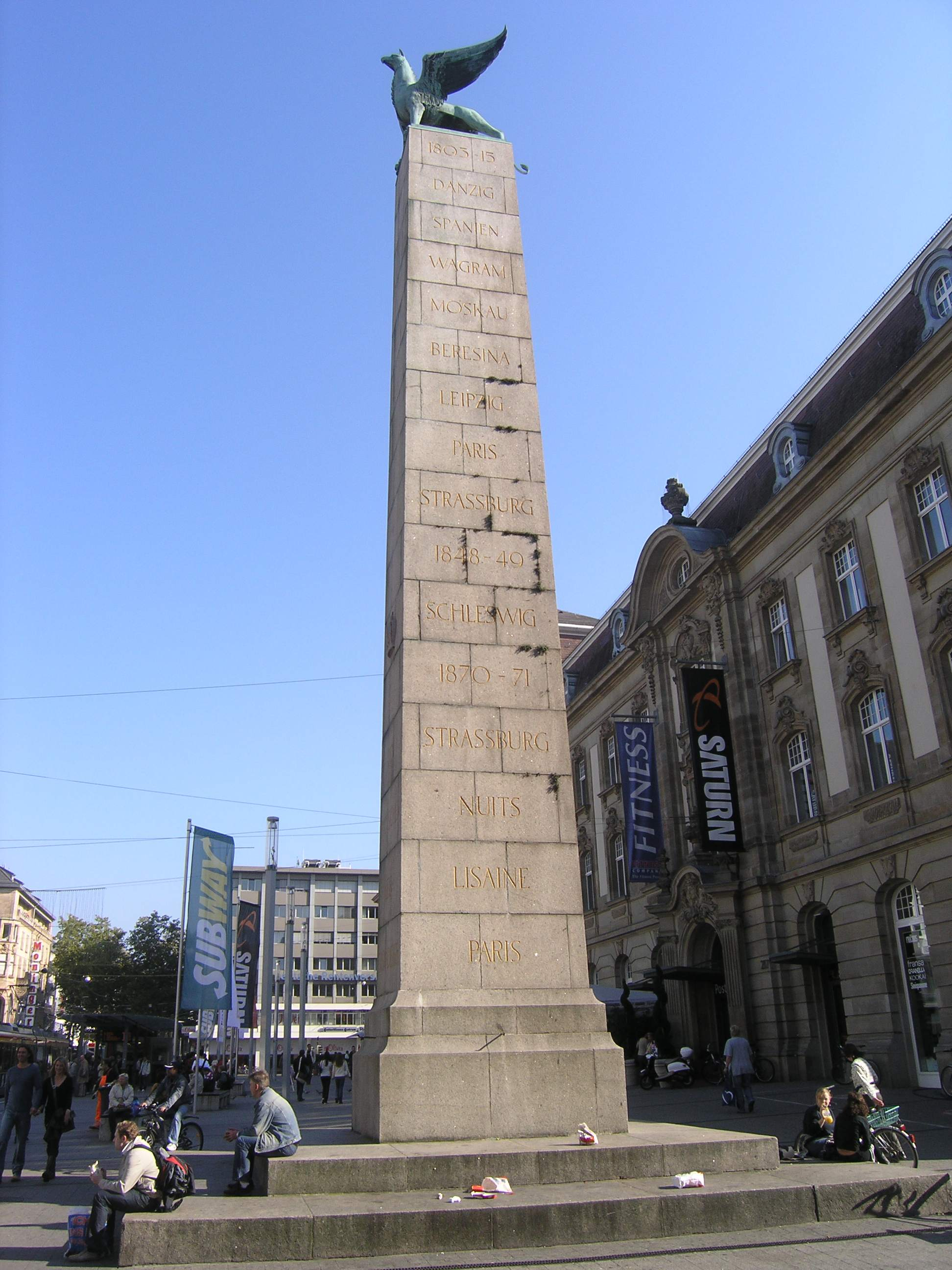
Leibgrenadierdenkmal in Karlsruhe

Nach seinem Abitur im Jahr 1902 in Konstanz studierte Gruber an der Technischen Hochschule Karlsruhe und der Technischen Hochschule München Architektur. In Karlsruhe wurde er Mitglied des Corps Frisia. Nach seiner Diplom-Hauptprüfung 1907 in Karlsruhe bei Friedrich Ostendorf begann er dort anschließend als Referendar (Regierungsbauführer) eine Beamtenlaufbahn. Im Jahr 1914 folgte dann seine Promotion mit dem Thema „Die Überlinger Profanbauten des 15. und 16. Jahrhunderts“. Gruber nahm am Ersten Weltkrieg als Kriegsfreiwilliger und Offizier teil, zuletzt als Hauptmann der Reserve. Er wurde mehrmals verwundet und mit dem EK I und EK II ausgezeichnet. Nach seiner Rückkehr nach Karlsruhe habilitierte sich Gruber im Jahr 1919 mit seiner Schrift über die „Oberdeutschen Bauernhaustypen – ihre geschichtliche Entwicklung und Stammeszugehörigkeit“. Im Jahr 1920 wurde er zum Regierungsbaumeister (Assessor) ernannt, schied danach jedoch aus dem Staatsdienst aus und stieg ein Jahr später als Teilhaber in das Architekturbüro Gruber & Gutmann in Karlsruhe ein, das unter anderem 1924/1925 in Karlsruhe das Leibgrenadierdenkmal am damaligen Lorettoplatz errichtete.
Nach seiner im Jahr 1921 erfolgten Ernennung zum Privatdozenten wurde Gruber am 1. März 1924 zum außerordentlichen Professor berufen, bevor er schließlich am 1. Oktober 1928 einem Ruf an die RWTH Aachen folgte, wo er als ordentlicher Professor den Lehrstuhl für Baukonstruktionslehre, Baugefügelehre und Baustofflehre übernahm. Hier blieb er bis zu seiner Emeritierung im Jahre 1950 und leitete zwischenzeitlich als Nachfolger von Paul Röntgen von 1934 bis 1937 die Hochschule als deren Rektor. Gruber war Mitbegründer des Arbeitskreises für Deutsche Hausforschung und veröffentlichte zahlreiche baugeschichtliche und hauskundliche Publikationen.

## Grubers Rolle im nationalsozialistischen Staat
Gruber fand 1934 bei seiner Wahl zum Rektor, die den damaligen Gesetzmäßigkeiten entsprechend durch den Reichskommissar im Erziehungsministerium Bernhard Rust bestätigt werden musste, sowohl die Unterstützung der Dozentenschaft und der Studentenvertreter, als auch besonders auf Grund seiner Verdienste im Ersten Weltkrieg durch Rust selbst. Gruber dankte es in seiner Antrittsrede durch eine klare Stellungnahme für Adolf Hitler und durch Andeutungen einer Neuausrichtung der Hochschule unter seiner Führung. Er förderte fortan die „Nazifizierung“ der Technischen Hochschule und mit wenigen fachbegründeten Ausnahmen die Berufung ausgewiesener Nationalsozialisten und Parteimitglieder wie Alfred Buntru oder Herwart Opitz und deren Besetzung in Leitungspositionen sowie die antisemitische Propaganda, trat selbst aber erst zum 1. Mai 1937 in die NSDAP ein (Mitgliedsnummer 4.913.430). Am 25. September 1937 war er Gast auf einem Empfang anlässlich der Anwesenheit des italienischen Regierungschefs Benito Mussolini. Darüber hinaus war er Mitbegründer einer „Mittelstelle für Heimatschutz“, einer geheimen Organisation, die in Belgien und den Niederlanden die NS-Agitationen unterstützte. Mit dieser Gruppierung wollte er seine Polemik gegen den Friedensvertrag von Versailles verknüpfen und die Zuständigkeiten der Hochschule für die westlichen Nachbarländer beanspruchen. Nach seinem Rektorat trat er nicht mehr sonderlich in Erscheinung und konzentrierte sich vielmehr auf die Ausübung seiner Lehr- und Forschungsaufgaben. Darüber hinaus übernahm er das Amt des Wehrwirtschaftsberaters für den Landkreis Aachen und war zuständig für den Ausbau von kriegs- und rüstungsrelevanten Bauten.

## Grubers Rolle nach dem Zweiten Weltkrieg
Nach dem Ende des Zweiten Weltkrieges konnte Gruber seine Arbeit unbehelligt fortsetzen, da er für sein Entnazifizierungsverfahren vor allem von dem Nachkriegsrektor Paul Röntgen maßgebliche Entlastungsschreiben erhielt, worin ihm „eine kritische Distanz zum Nationalsozialismus sowie die Verteidigung der akademischen Freiheit gegenüber den Zugriff durch die Nationalsozialisten“ bescheinigt wurde. Gruber selbst schwieg bei seinem Verfahren zu den Vorwürfen und manipulierte seine Biographie derart, dass er sogar auf einer von Röntgen erstellten Liste der vom NS-Regime verfolgten Dozenten erschien.
Die Verleihung der Ehrensenatorenwürde am 30. November 1950 an Otto Gruber bestätigte diese fragwürdige Darstellung der Geschehnisse und in der Rede von Rektor Wilhelm Fucks wurde Gruber sogar zum Vorbild für die akademische Jugend erhoben.
Im Rahmen ihrer Aufarbeitungen der Tätigkeiten ihrer Hochschulangehörigen während des Nationalsozialismus setzte sich das Historische Institut der RWTH Aachen in diesem Zusammenhang in mehreren Schriften auch intensiv mit dem Wirken von Otto Gruber auseinander.

## Schriften (Auswahl)
- Überlinger Profanbauten des 15. und 16. Jahrhunderts, Karlsruhe, 1914
- Oberdeutsche Bauernhaustypen, ihre geschichtliche Entwicklung und Stammeszugehörigkeit, Karlsruhe, 1919
- Die Kirchenbauten der Reichenau, in: Die Kultur der Reichenau, 1925
- Deutsche Bauern- und Ackerbürgerhäuser, Hildesheim, Gerstenberg, 1981, Neudruck der Ausg. Karlsruhe 1926
- Bildung und Technik, Aachen, Aachener Verlags- u. Druckerei-Gesellschaft, 1934
- Über die Grundlagen einer Erziehung zur deutschen Baukunst, Aachen, Technische Hochschule, 1934
- Das Westwerk, ein Symbol germanischen Christentums, in: Zeitschrift für Kunstwissenschaften, 1936
- Bauernhäuser des Schwarzwaldes, in: Jahrbuch der Stadt Freiburg, 1938
- Dachwerk und oberer Dachabschluss der mittelalterlichen Kirchen, in: Jahrbuch der TH Aachen, 1941
- Gutachten zur Standsicherheit des Aachener Rathauses (zusammen mit Richard Stumpf), Aachen, 1945
- Vom rechten Bauen, Wolfenbüttel, Wolfenbütteler Verlagsanstalt, 1947
- Die Menschenwürde als Grundlage eines abendländischen und deutschen Neuaufbaus, Raeren, November 1944 und Aachen, März 1948
- Einführung in das Studium der Architektur, Heidelberg, Winter, 1951
- Bauernhäuser am Bodensee (herausgegeben von seinem Bruder Karl Gruber), Lindau 1961.